# Powstanie Warszawskie (album DVD)
Powstanie Warszawskie – pierwsze DVD koncertowe płockiej formacji Lao Che. Zostało wydane w październiku 2006 roku przez Muzeum Powstania Warszawskiego. Na płycie znalazły się dwa koncerty - obydwa z Warszawy. Pierwszy z nich został zarejestrowany w czerwcu 2005 roku w Muzeum Powstania Warszawskiego przez TVP, drugi zaś to koncert z warszawskiej Proximy z 19 marca 2006 roku. 
Oprawa graficzna wydawnictwa, montaż oraz teledyski wykonał Marcin Klinger.

## Lista odtwarzania

### Muzeum Powstania Warszawskiego, 19 czerwca 2005
1. Godzina W"
2. "Stare Miasto"
3. "Przebicie do Śródmieścia"
4. "Czerniaków"
5. "Kanały"
6. "Koniec"

### Proxima, 19 marca 2006
1. "Komtur"
2. "Przed Burzą"
3. "Godzina W"
4. "Barykada"
5. "Astrolog"
6. "Zrzuty"
7. "Stare Miasto"
8. "Przebicie do Śródmieścia"
9. "Czerniaków"
10. "Groźba"
11. "Kanały"
12. "Ludzie Wschodu"
13. "Koniec"
14. "Hitlerowcy"
15. "Wiedźma"

### Dodatki
1. "Czerniaków" - teledysk
2. "Koniec" - teledysk
3. Film o Muzeum P.W.

1. Koncert Powstanie Warszawskie
2. Lao Che - Powstanie Warszawskie na DVD